# Жванецький Михайло Михайлович
Миха́йло Миха́йлович Жване́цький (справжнє по-батькові — Маньєвич, рос. Михаил Михайлович Жванецкий; 6 березня 1934, Одеса, Україна — 6 листопада 2020, Москва, РФ) — радянський та російський єврейського походження письменник-сатирик, виконавець власних творів. Виступи та твори Жванецького вирізняються так званим «одеським гумором» й дещо алегоричною подачею матеріалу. З 1988 року був художнім керівником Московського театру мініатюр, з 1990 року був президентом Всесвітнього клубу одеситів.

## Життєпис
Народився 6 березня 1934 року в Одесі в єврейській родині лікарів. Ріс у Томашполі.
У 1956 році закінчив Одеський інститут інженерів морського флоту за фахом «Інженер-механік підіймально-транспортного устаткування портів». У студентські роки юнак брав участь у самодіяльності, де почав писати мініатюри та монологи, які часто сам і виконував.
У 1963 році під час гастролей в Одесі Ленінградського театру мініатюр познайомився з Аркадієм Райкіним, який узяв його твори до репертуару театру, а 1964 року запросив Михайла у свій театр на посаду завідувача літературної частини.
Разом із Жванецьким Райкін поставив 1969 року програму «Светофор», де вперше були показані мініатюри «Авас», «Дефицит», «Век техники». У часи роботи під проводом Райкіна колегами Жванецького були Роман Карцев і Віктор Ільченко, для яких він написав понад 300 мініатюр і монологів.
Згодом, коли Михайло Жванецький отримав досвід, він пішов з театру Райкіна та почав працювати самостійно. Він влаштувався працювати в Одеську обласну філармонію, а згодом у Московський театр «Ермітаж», де отримав славу. Згодом, 1988 року, Жванецький заснував Московський театр мініатюр, керівником залишався до смерті. Там він поставив спектаклі: «Птичий полет» (1987), «Избранное» (1988), «Политическое кабаре» (1989), «Моя Одесса» (1994), «Престарелый сорванец» (1999).
Наприкінці 2019 року у Жванецького було діагностовано рак, у жовтні 2020-го він заявив про припинення публічних виступів. Помер 6 листопада 2020 року в Москві у віці 86 років.

## Творчість
Попри популярність, у часи СРСР Жванецький видав лише кілька книжок. Зокрема, «В помощь художественной самодеятельности» і збірку «Год за два» (1987), а також у 1982 році — «Встречи на улицах», після розвалу СРСР було видано книгу «Моя Одесса» (1993).
2001 року до 65-річчя письменника у видавництві «Время» вийшло чотиритомне «Собрание произведений» Жванецького.
У 2006 році вийшов пʼятий том «Собрание произведений» Жванецького у видавництві "Время".

## Нагороди та почесні звання
- Член Спілки письменників СРСР (1978—1991);
- Кавалер ордена Дружби (1994, Росія);
- Лауреат премії «Тріумф» (1994, Росія);
- «Почесний громадянин Одеси» (17 лютого 1994 року та 27 лютого 1997 року, Україна);
- Народний артист України (8 вересня 1999)[13]
- «Заслужений діяч мистецтв Росії» (2001, Росія).[8]
- Народний артист Росії (2012)[14]
- Кавалер ордена «За заслуги перед Вітчизною» III ступеня (27 лютого 2019 року, Росія)[15].

## Громадянська позиція
У січні 1996 року разом з іншими діячами культури та науки підписав колективного листа з вимогою зупинити війну у Чечні та перейти до процесу перемовин.
У червні 2015 року під час церемонії вручення премії «ТЕФІ» виступив з монологом «Дівчина та дідусь», який висміював вади російського телебачення. За задумом автора, у ньому розповідалося про те, як молода співробітниця пропагандистського телеканалу вчила жартувати досвідченого письменника-сатирика:
|  | Це телебачення, це не для розумних, діду. Для рейтингу у лоб потрібно. Вдома будеш натякати бабці своїй, а з екрану — репризою у дих! |

Але через незадоволену реакцію глядачів у залі на цей монолог, автор його не дочитав. У підсумку номер не потрапив до запису телевізійної трансляції премії на телеканалі «РЕН ТВ».
Влітку 2015 року Міністерство культури України включило сатирика до «білого списку» тих російських артистів, які підтримують територіальну цілісність України та виступають проти окупації окремих районів Донеччини і Луганщини та Криму зі сторони Росії. Сам Жванецький прокоментував це рішення ось так: 
|  | Моя публіка, концерти — у мене ж, в основному, вся работа у Росії. Я маю все це обдумати. Я весь свій час якось так займаюсь своєю справою, а мене так або інакше втягують у політику. |

В лютому 2019 році Путін нагородив Жванецького орденом «За заслуги перед Вітчизною» III ступеня. У відповідь на критику Жванецький відповів:

Мені дали орден за мої розповіді про Одесу, і я його прийняв. Як мій тато-лікар прийняв в Одесі орден Трудового Червоного Прапора. Одеса – моя маленька країна.

В указі зазначено, що сатирика нагороджують «за великий внесок у розвиток вітчизняної культури і мистецтва, багаторічну плідну діяльність». Жванецького підтримав мер Одеси Геннадій Труханов.
У грудні 2019 року знявся в фільмі «Одеський пароплав» разом з Михайлом Пореченковим та Федором Добронравовим, зйомки пройшли в тимчасово анексованому РФ Криму (Севастополь та Євпаторія). Фільм було створено за замовленням пропагандистського телеканалу «Росія-1».

## Особисте життя
Дружина Наталя (*1966), є син Дмитро.

## Пам'ять
- 5931 Жванецький — астероїд, названий на його честь.